# Torre Espacio
La Torre Espacio (en català: Torre Espai) és el quart gratacel més alt d'Espanya i el 24º d'Europa. Té una altura de 224 metres i 56 plantes sobre el nivell del terra. L'altura màxima és de 230 metres. La façana està coberta exclusivament de vidre i les plantes, que tenen forma quadrada a la base, es modifiquen a mesura que augmenta l'altura fins a aconseguir una forma ogival, formant una corba que matemàticament representa la funció cosinus.
L'edifici se situa en el límit entre els districtes madrilenys de Chamartín i Fuencarral-El Pardo en el complex de gratacels Quatre Torres Business Area (CTBA), al final del Passeig de la Castellana. La Torre Espai ha estat la primera torre en acabar de construir-se. Va ser projectada per l'arquitecte Henry N. Cobb, membre de la signatura Pei Cobb Freed & Partners, fundada per Ieoh Ming Pei, i construïda per OHL (Obrascón Huarte Lain). L'edifici alberga oficines d'empreses com la Immobiliària Espai S.L., OHL, Fertiberia, Ferroatlántica i també les ambaixades del Regne Unit, Canadà, Austràlia i Holanda.

## Història i característiques

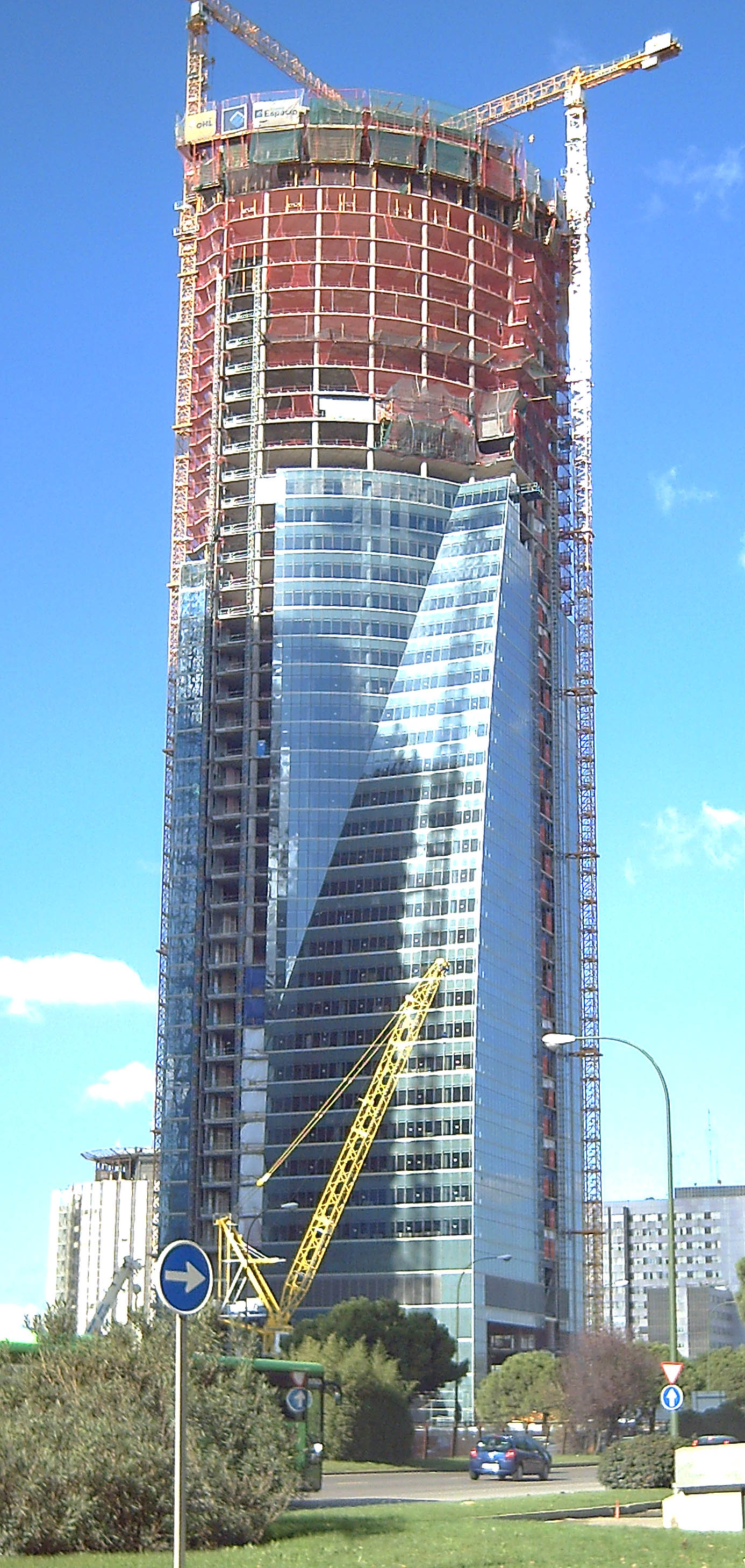
La torre durant la seva construcció, 9 de novembre de 2006.

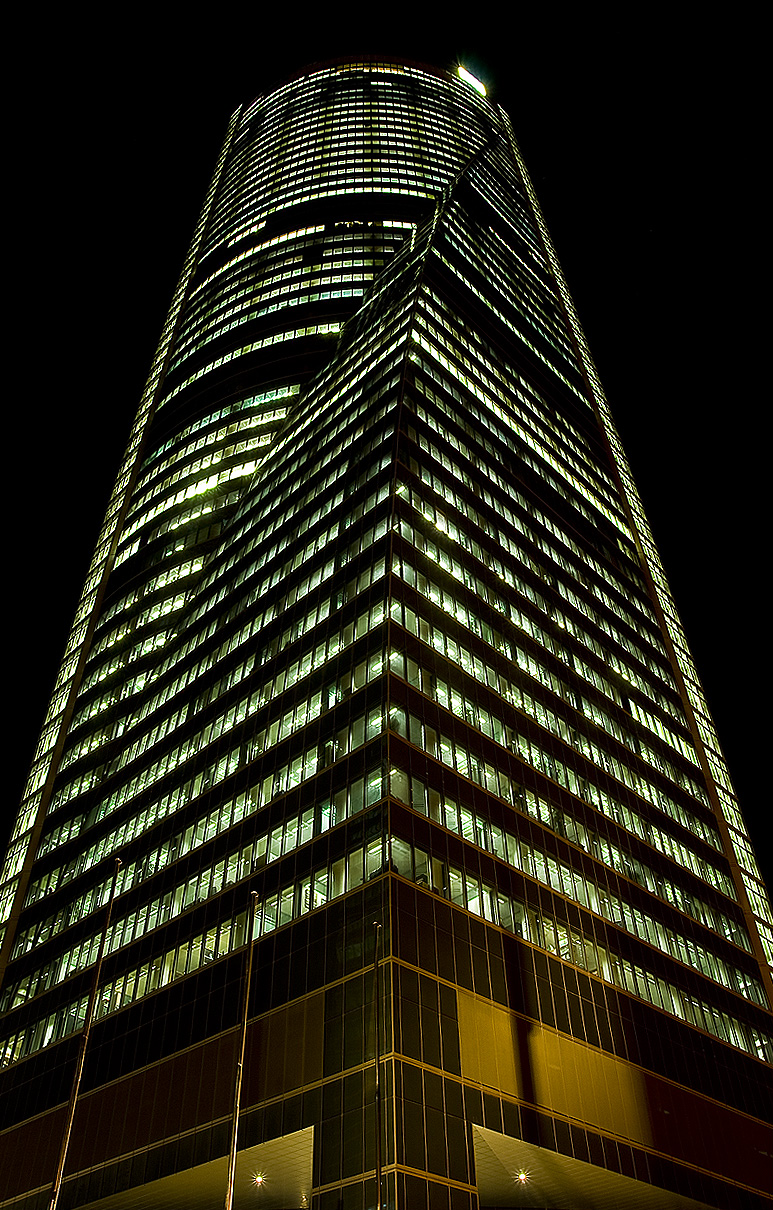
Vista nocturna

La construcció de l'edifici va començar el 2004 i al març de 2007 va ser acabada. Durant la nit del 4 de setembre de 2006 es va declarar un incendi entre les plantes 40 i 42, l'última planta en construcció en aquell moment, a una altura de 162 metres. No va haver-hi ferits i els danys no van afectar l'estructura. A data del 24 de novembre de 2006 la Torre Espacio va superar en altura al llavors edifici més alt d'Espanya, l'Hotel Bali de Benidorm, de 186 metres.
El 19 de març de 2007 un espectacle pirotècnic a més de 300 metres d'altura va celebrar que la torre havia arribat a la seva màxima altura i que havia estat conclosa. El 29 de març de 2007 va deixar de ser l'edifici més alt d'Espanya en ser superat per la Torre de Cristall, també situada al CTBA.
En la planta 33 hi ha una capella catòlica, per la qual cosa és una de les capelles més altes del món a 135 metres del sòl. La bandera d'Espanya de l'àtic és una de les més grans juntament amb la de la Plaça de Colón.
La Torre Espacio posseeix les seves oficines i ambaixades en règim de lloguer.

## Propietaris
El juny de 2015, el president del Grup Villar Mir i de OHL, Juan Miguel Villar Mir va posar la Torre Espai a la venda per 500 milions d'euros. En una primera fase, el procés de venda de la torre, situada al nord del Passeig de la Castellana de Madrid, va suscitar l'interès de la família March, i del fundador d'Inditex, Amancio Ortega, a través del seu vehicle d'inversió Pontegadea. A partir d'octubre de 2015, havent rebutjat les ofertes anteriors, torna a posar a la venda el seu emblemàtic gratacel del Passeig de la Castellana, pujant la licitació a 600 milions d'euros. Part dels fons rebuts per la venda de Torre Espai, aniran destinats a aixecar un nou gratacel al nord del Passeig de la Castellana, la trucada cinquena torre del CTBA. Finalment, al novembre de 2015, el gratacel és adquirit pel grup filipí Emperador per 558 milions d'euros.

## Galeria

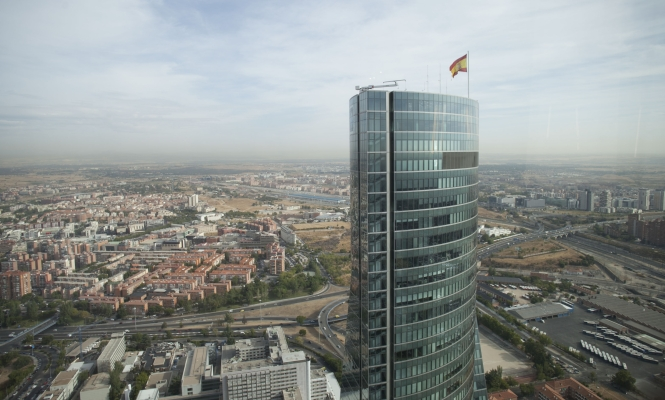
Torre Espai vista des de la Torre PwC
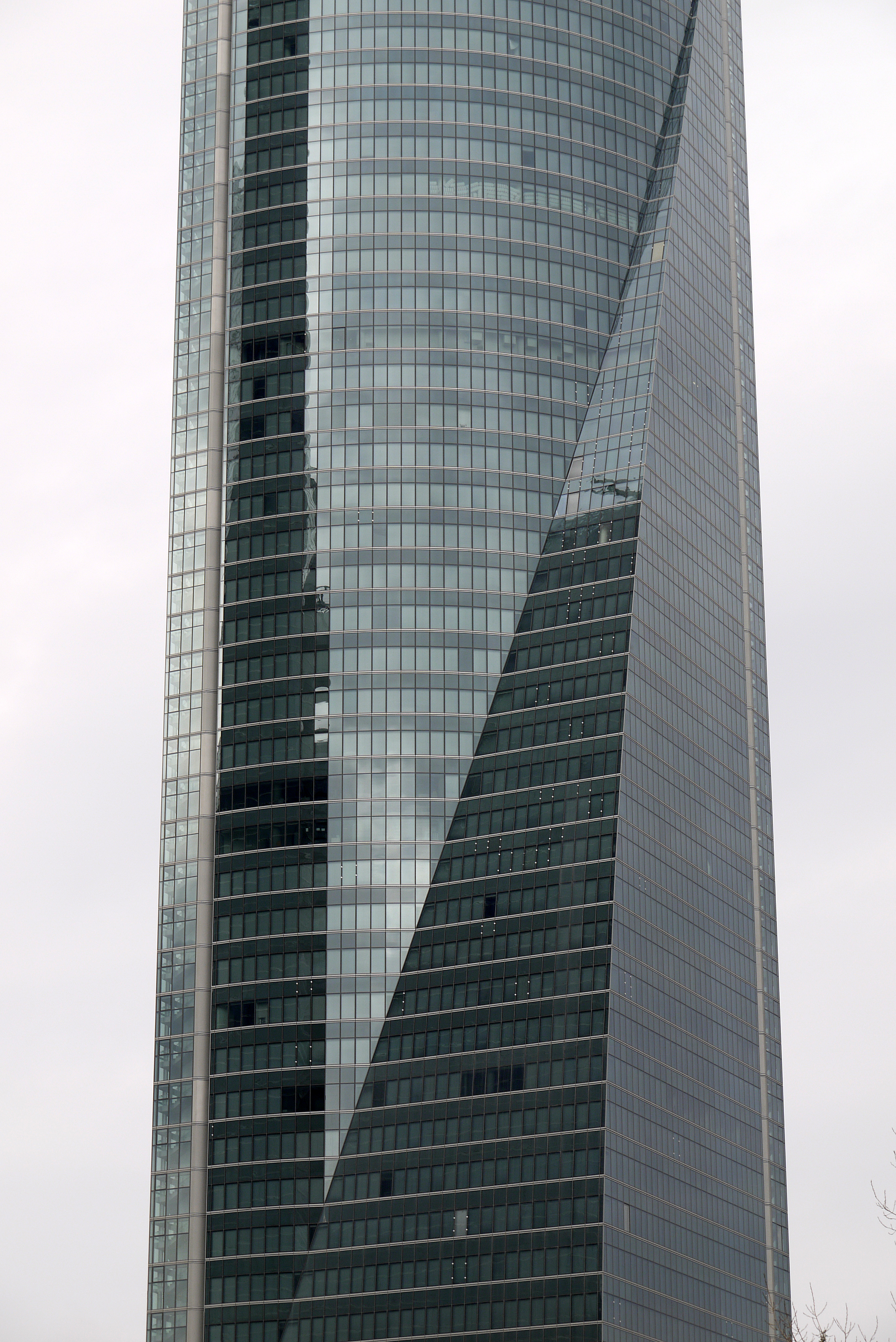
Detall de la façana dissenyada segons la funció i = cos (x)..
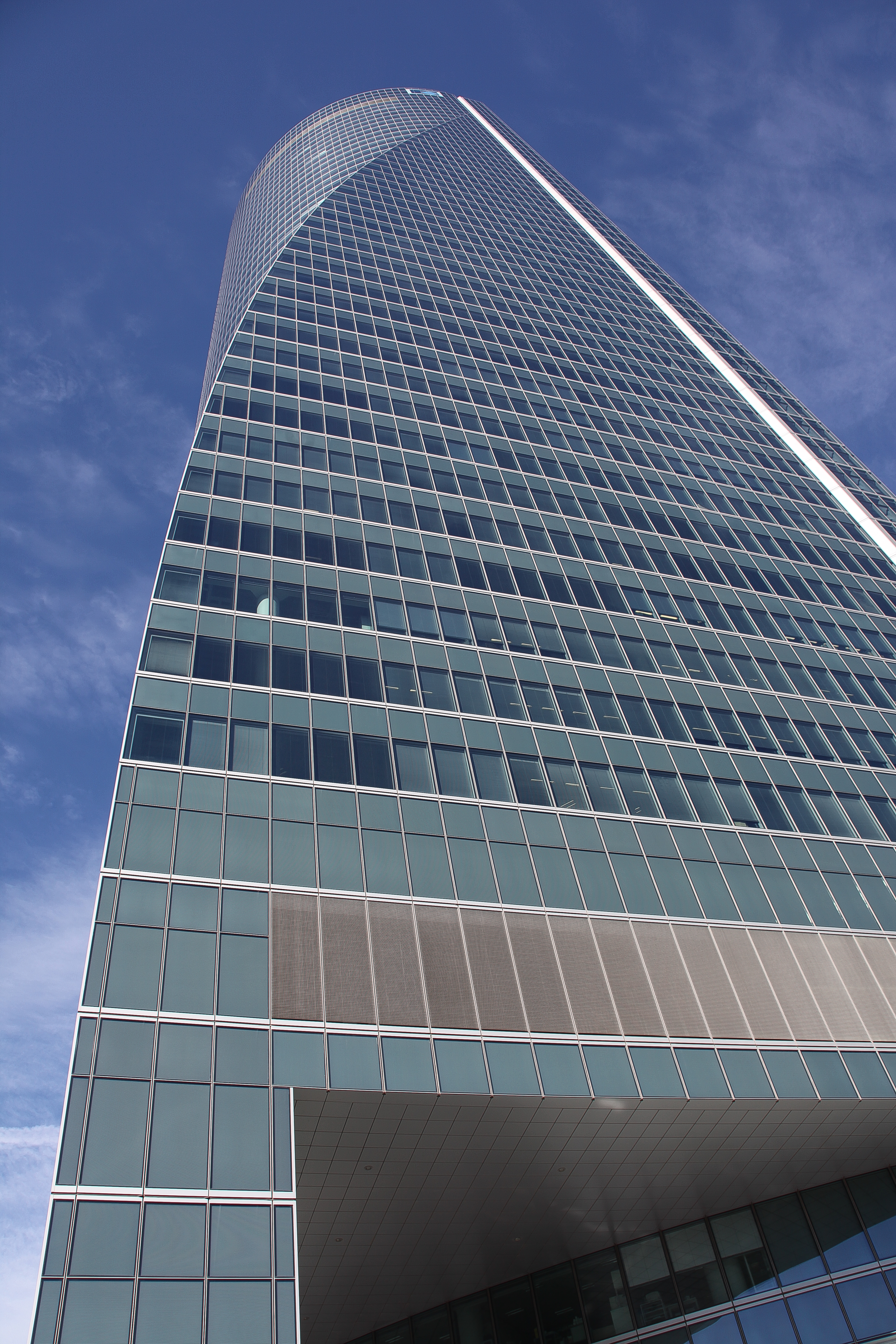
Des de la base
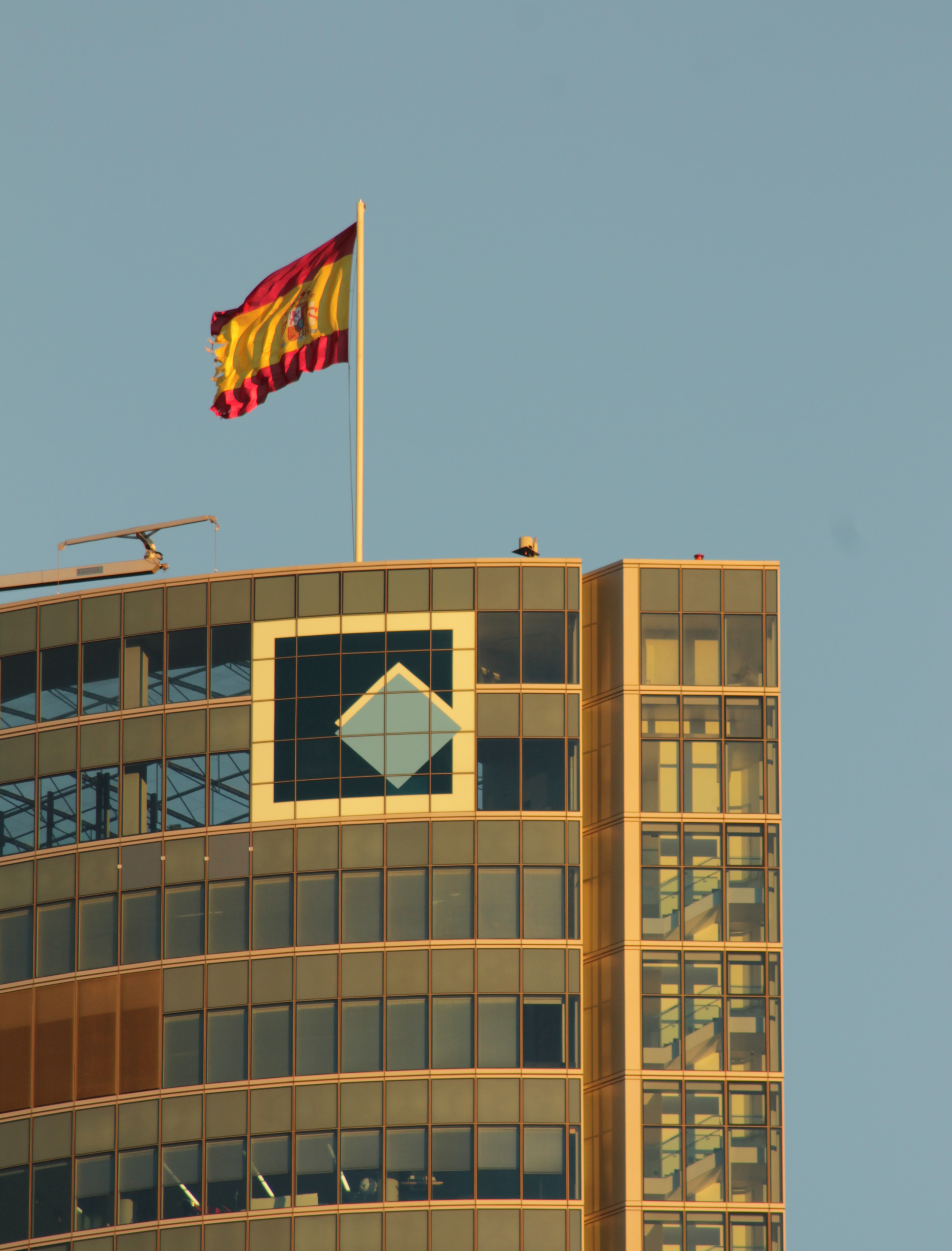
Detall de la Bandera a més altura d'Espanya
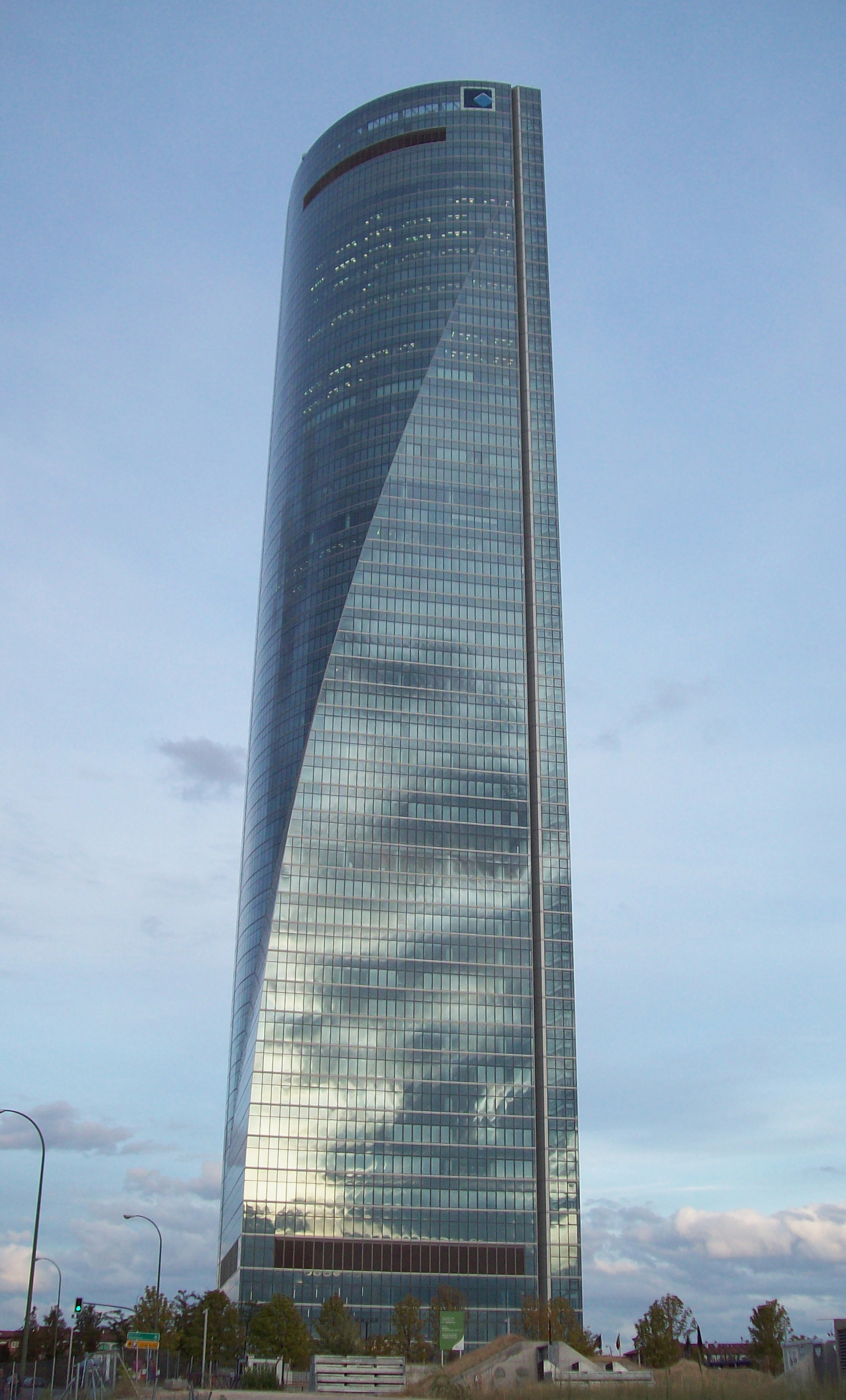
Al capvespre